# Buenavista III
Buenavista III är en ort i Mexiko.   Den ligger i kommunen Escuintla och delstaten Chiapas, i den sydöstra delen av landet, 800 km sydost om huvudstaden Mexico City. Buenavista III ligger 157 meter över havet och antalet invånare är 102.
Terrängen runt Buenavista III är kuperad åt nordost, men åt sydväst är den platt. Runt Buenavista III är det ganska tätbefolkat, med 62 invånare per kvadratkilometer. Närmaste större samhälle är Escuintla, 6,7 km väster om Buenavista III. Omgivningarna runt Buenavista III är en mosaik av jordbruksmark och naturlig växtlighet.